# Atanyjoppa victoriae
Atanyjoppa victoriae är en stekelart som beskrevs av Heinrich 1968. Atanyjoppa victoriae ingår i släktet Atanyjoppa och familjen brokparasitsteklar. Inga underarter finns listade.